# Nam Sung-yong
Nam Sung-yong (en coréen : 남 승룡, « prononcé à la japonaise » en Nan Shōryū (南 昇竜)) est un marathonien. C'est le premier athlète d'origine coréenne à recevoir une médaille de bronze aux Jeux olympiques. Il est né le 23 novembre 1912 à Suncheon dans le sud de la péninsule coréenne à une époque où celle-ci était occupée par le Japon. Après sa carrière sportive, il a travaillé pour la fédération coréenne d'athlétisme. Il est décédé le 20 février 2001. Il mesurait 1,65 m pour 56 kg.

## Biographie

### Palmarès
| Date | Compétition           | Lieu   | Résultat | Performance       |
| ---- | --------------------- | ------ | -------- | ----------------- |
| 1936 | Jeux olympiques d'été | Berlin | 3e       | 2 h 31 min 42 s 0 |

### Records
| Épreuve  | Performance       | Lieu   | Date |
| -------- | ----------------- | ------ | ---- |
| Marathon | 2 h 31 min 42 s 0 | Berlin | 1936 |

### Dans la culture
- Road to Boston (보스턴 1947, 2023) de Kang Je-gyu, il est interprété par Ha Jeong-woo.